# Wereldkampioenschappen veldrijden 2001
De wereldkampioenschappen veldrijden 2001 werden gehouden in het weekend van 3 en 4 februari 2001 in Tábor, Tsjechië. Door een veranderend weerpatroon tijdens het weekend — een snelle bevroren omloop veranderde in een drassige modderpoel en schaatspiste — kreeg men spektakel in de koers bij de mannen elite.

## Verloop

### Voorbeschouwing: Groenendaal tegen de Belgen?
De Belgen waren favoriet voor de titel terwijl de uittredende wereldkampioen Richard Groenendaal een succesvol seizoen kende in de Superprestige en de Wereldbeker. Groenendaal reed nog steeds voor het eerder onder vuur liggende Nederlandse Rabobank-team, vanwege de gebeurtenissen op het vorige wereldkampioenschap. In december 2000 kende Groenendaal een vormdip, maar eind januari 2001 won hij de laatste Wereldbekermanche in Pontchâteau. Groenendaal gaf opnieuw blijk van een goede conditie, maar ziekte dreigde roet in het eten te gooien voor de titelverdediger. Groenendaals ploegmaat Sven Nys was ook goed op dreef, hij won de voorlaatste Wereldbekermanche in Zeddam.
Tweevoudig wereldkampioen Mario De Clercq kende geen te best seizoen qua zeges, maar won het BK in Mol, voor Erwin Vervecken en Bart Wellens. Clercqske won imponerend de zware Koppenbergcross, maar won geen veldritten uit de regelmatigheidscriteria. Vervecken verkeerde in uitstekende vorm. Dé bepalende factor werd het Tsjechische hondenweer. Ineens sloeg 's nachts het weer om. Het droge parcours werd een ijzige modderbrij.
Groenendaal sprak vooraf klare taal en zei dat "hij er [als Rabobank-renner] geen voordeel bij heeft mocht [Sven] Nijs [sic] wereldkampioen worden", leerde het Vlaamse dagblad De Morgen op de dag voor het wereldkampioenschap. Groenendaal zou Nys geen cadeaus uitdelen, niettegenstaande de controverse in zijn achtertuin Sint-Michielsgestel van het jaar ervoor.

### Vervecken finaal aan het feest
De Belgen Bart Wellens, die voor het eerst bij de profs meedoet aan een wereldkampioenschap, en vooral favoriet Sven Nys, worden puur kwalitatief benadeeld door het slechte weer aangezien de jonge wolven niet gedijen in die omstandigheden. Nys schitterde in zijn nadagen meestal in slecht weer, maar hij moest het op jonge leeftijd hebben van snellere omlopen. Dat het weer impact op hen heeft zou duidelijk blijken in de koers. Wellens geeft al vroeg op na een val en wordt onderkoeld met een ambulance afgevoerd. Nys doet lang mee voor de winst, maar valt, en hij wordt vierde. Hij krijgt een volle minuut achterstand aangesmeerd.
Tevens zag Nys dan alreeds hoe één renner boven zichzelf aan het uitstijgen was. De rijzige Tsjech Petr Dlask is ijzersterk. Naarmate de finale nadert, verdappert hij voort en vormt hij een bedreiging voor de Belgen. Titelverdediger Groenendaal komt nooit in het kijkstuk voor en geeft op 'wegens voedselvergiftiging', zo lichtte vader Rein Groenendaal toe in het Leidsch Dagblad.
Erwin Vervecken doet zijn reputatie van kampioenschapsrenner alle eer aan. Samen met Mario De Clercq moet hij na Nys' valpartij de Belgische vloot redden. In de laatste ronden kunnen ze Petr Dlask niet afschudden tot de beslissing valt op de trappen. In wat Mario De Clercq beschouwt als wederdienst aan Vervecken, gooit hij zijn fiets opzij waarbij hij Dlask genoeg kan hinderen. Vervecken, die aan kop loopt, krijgt een seconde bonus. De Clercq houdt Dlask af, waardoor Vervecken solo naar zijn eerste wereldtitel lijkt te rijden. Dlask komt nog sterk opzetten, maar hij komt uiteindelijk tekort. Na jaren van falen is de Lange van Lille eindelijk wereldkampioen. De Clercq moet in de laatste meters de rol lossen en pakt brons, 13 seconden na de zilveren Dlask.

## Uitslagen

### Mannen, elite
| Plaats | Renner               | Land       | Tijd    |
| ------ | -------------------- | ---------- | ------- |
|        | Erwin Vervecken      | België     | 1:01.54 |
| Zilver | Petr Dlask           | Tsjechië   | + 0.01  |
| Brons  | Mario De Clercq      | België     | + 0.14  |
| 4.     | Sven Nys             | België     | + 1.07  |
| 5.     | Jiří Pospíšil        | Tsjechië   | + 1.11  |
| 6.     | Henrik Djernis       | Denemarken | + 1.29  |
| 7.     | Wim de Vos           | Nederland  | + 1.41  |
| 8.     | Camiel van den Bergh | Nederland  | + 1.49  |
| 9.     | Tom Vannoppen        | België     | + 2.25  |
| 10.    | Václav Ježek         | Tsjechië   | + 2.36  |

### Mannen, beloften
| Plaats | Renner              | Land        | Tijd   |
| ------ | ------------------- | ----------- | ------ |
|        | Sven Vanthourenhout | België      | 51.55  |
| Zilver | Tomáš Trunschka     | Tsjechië    | + 0.16 |
| Brons  | David Kášek         | Tsjechië    | + 0.36 |
| 4.     | Wim Jacobs          | België      | + 0.38 |
| 5.     | Aurelien Clerc      | Zwitserland | + 0.40 |
| 6.     | Wilant van Gils     | Nederland   | + 0.43 |
| 7.     | Martin Zlámalík     | Tsjechië    | + 0.53 |
| 8.     | Davy Commeyne       | België      | z.t.   |
| 9.     | Josef Soukup        | Tsjechië    | z.t.   |
| 10.    | Freek de Jong       | Nederland   | z.t.   |

### Jongens, junioren
| Plaats | Renner                  | Land        | Tijd   |
| ------ | ----------------------- | ----------- | ------ |
|        | Martin Bína             | Tsjechië    | 38.54  |
| Zilver | Radomír Šimůnek         | Tsjechië    | + 0.19 |
| Brons  | Jan Kunta               | Tsjechië    | z.t.   |
| 4.     | Romain Fondard          | Frankrijk   | + 0.40 |
| 5.     | Pierre-Bernard Vaillant | Frankrijk   | z.t.   |
| 6.     | Milan Vocadlo           | Tsjechië    | z.t.   |
| 7.     | Geert Wellens           | België      | + 0.56 |
| 8.     | Mariusz Gil             | Polen       | + 1.06 |
| 9.     | Kor Steenbergen         | Nederland   | + 1.18 |
| 10.    | Simon Zachner           | Zwitserland | + 1.21 |

### Vrouwen
| Plaats | Renster                | Land                | Tijd   |
| ------ | ---------------------- | ------------------- | ------ |
|        | Hanka Kupfernagel      | Duitsland           | 28.29  |
| Zilver | Corine Dorland         | Nederland           | + 0.35 |
| Brons  | Daphny van den Brand   | Nederland           | + 0.41 |
| 4.     | Ann Grande             | Verenigde Staten    | + 0.45 |
| 5.     | Laurence Leboucher     | Frankrijk           | + 0.47 |
| 6.     | Louise Robinson        | Verenigd Koninkrijk | + 1.02 |
| 7.     | Nicole Cooke           | Verenigd Koninkrijk | + 1.06 |
| 8.     | Debby Mansveld         | Nederland           | + 1.08 |
| 9.     | Rachel Lloyd           | Verenigde Staten    | + 1.18 |
| 10.    | Reza Hormes-Ravenstijn | Nederland           | + 2.05 |

## Medaillespiegel
| Plaats | Land      | Goud | Zilver | Brons | Totaal |
| 1      | België    | 2    | 0      | 1     | 3      |
| 2      | Tsjechië  | 1    | 3      | 2     | 6      |
| 3      | Duitsland | 1    | 0      | 0     | 1      |
| 4      | Nederland | 0    | 1      | 1     | 2      |
| Totaal | Totaal    | 4    | 4      | 4     | 12     |

Kampioenschappen:  Wereldkampioenschappen · 
 Belgische kampioenschappen · 
 Nederlandse kampioenschappen
Klassementen:  Wereldbeker · 
 Superprestige · 
 GvA Trofee · 
 Challenge national
1950 · 
1951 · 
1952 · 
1953 · 
1954 · 
1955 · 
1956 · 
1957 · 
1958 · 
1959 · 
1960 · 
1961 · 
1962 · 
1963 · 
1964 · 
1965 · 
1966 · 
1967 · 
1968 · 
1969 · 
1970 · 
1971 · 
1972 · 
1973 · 
1974 · 
1975 · 
1976 · 
1977 · 
1978 · 
1979 · 
1980 · 
1981 · 
1982 · 
1983 · 
1984 · 
1985 · 
1986 · 
1987 · 
1988 · 
1989 · 
1990 · 
1991 · 
1992 · 
1993 · 
1994 · 
1995 · 
1996 · 
1997 · 
1998 · 
1999 · 
2000 · 
2001 · 
2002 · 
2003 · 
2004 · 
2005 · 
2006 · 
2007 · 
2008 · 
2009 · 
2010 · 
2011 · 
2012 · 
2013 · 
2014 · 
2015 · 
2016 · 
2017 · 
2018 · 
2019 ·
2020 ·
2021 ·
2022 ·
2023 ·
2024 ·
2025

Categorieën

Mannen elite · 
vrouwen elite · 
mannen beloften · 
vrouwen beloften · 
jongens junioren · 
meisjes junioren · 
gemengde estafette

Voormalig:
mannen amateurs